# Стахановский сельский совет
Стахановский сельский совет (укр. Стахановська сільська рада, крымскотат. Beş Üy İlâq köy şurası), согласно законодательству Украины — административно-территориальная единица в составе Первомайского района Автономной Республики Крым.
Население сельсовета по переписи 2001 года — 1175 человек; площадь — 82 км².
К 2014 году включал 2 села:
- Стахановка
- Дальнее

## История
Между 1968 годом, когда он ещё не существовал, и 1974 годом, когда описан в составе Красногвардейского района в книге «Історія міст і сіл Української РСР. Том 26, Кримська область.», был образован Стахановский сельский совет. Время переподчинения совета Первомайскому району пока не установлено — известно, что это произошло между 1 июня 1977 года (на эту дату село ещё в Красногвардейском районе) и 1985 годом, поскольку в перечнях административно-территориальных изменений после этой даты не упоминается. С 12 февраля 1991 года сельсовет в восстановленной Крымской АССР, 26 февраля 1992 года переименованной в Автономную Республику Крым. С 21 марта 2014 года — аннексирован Россией. Законом «Об установлении границ муниципальных образований и статусе муниципальных образований в Республике Крым» от 4 июня 2014 года территория административной единицы была объявлена муниципальным образованием со статусом сельского поселения.